# Чемпионат Азербайджана по дзюдо 2024
Чемпионат Азербайджана по дзюдо 2024 — спортивное соревнование Азербайджана.

## Общие сведения
Чемпионат прошёл с 29 ноября по 1 декабря 2024 года в Бакинском дворце спорта. В чемпионате приняли участие 324 спортсмена из 60 клубов в 14 весовых категориях.
Личные встречи проходили 29 и 30 ноября. 
Командные соревнования прошли 1 декабря. В командных соревнованиях приняли участие 7 женских и 9 мужских команд (всего 104 дзюдоиста). 
Первые встречи начинались в 9:30, финальные — в 16:00.
Финальные встречи индивидуальных и командных соревнований транслировались по İdman TV.
В ходе чемпионата Эльмар Гасымов возобновил карьеру, выступив в командных соревнованиях за клуб «Атилла».
Рашад Елкиев стал трёхкратным чемпионом Азербайджана.  

## Медалисты

### Мужчины
| Весовая категория | Золото            | Серебро       | Бронза                             |
| ----------------- | ----------------- | ------------- | ---------------------------------- |
| до 60 кг          | Гусейн Аллахьяров | Ахмед Юсифов  | Балабей Агаев Низами Имранов       |
| до 66 кг          | Рашад Елкиев      | Эльшан Асадов | Руслан Пашаев Эльтадж Юсифли       |
| до 73 кг          | Рашид Мамедалиев  | Айдын Рзаев   | Гадир Гусейнов Нариман Мирзаев     |
| до 81 кг          | Зелим Цкаев       | Омар Раджабли | Джасур Ибадлы Мехеррем Имамвердиев |
| до 90 кг          | Мурад Фатиев      | Аслан Коцоев  | Мамедрза Гаджизаде Наим Гусейнов   |
| до 100 кг         | Эльмар Гасымов    | Шахин Асадов  | Нихад Шихализаде Давуд Намазлы     |
| свыше 100 кг      | Ушанги Кокаури    | Имран Юсифов  | Рамазан Ахмедов Эльдар Алиев       |

### Женщины
| Весовая категория | Золото            | Серебро             | Бронза                                |
| ----------------- | ----------------- | ------------------- | ------------------------------------- |
| до 48 кг          | Лейла Алиева      | Шафаг Гамидова      | Фарида Мирзаева Марьям Байрамзаде     |
| до 52 кг          | Хадиджа Гадешева  | Фидан Гасымова      | Ульвия Байрамова Чинара Садыгова      |
| до 57 кг          | Ачелья Топрак     | Айтен Вердиева      | Нильгюн Рзаева Вюсаля Гаджиева        |
| до 63 кг          | Фидан Ализаде     | Наргиз Гаджиева     | Лейла Гусейнова Лейла Атаева          |
| до 70 кг          | Гюнель Гасанли    | Судаба Агаева       | Айтадж Гардашханлы Парвана Абдуллаева |
| до 78 кг          | Нармин Амирли     | Эсмер Алиева        |                                       |
| Свыше 78 кг       | Нигяр Сулейманова | Зейнабханым Асадова | Эльнара Рашидова Айтекин Пашазаде     |

## Командные соревнования
В результате первого этапа командных соревнований проведены полуфинал и утешительный этап.
Среди мужчин
| Место | Клуб                        |
| ----- | --------------------------- |
| 1     | «Клуб по дзюдо 2012»        |
| 2     | СК «Атилла»                 |
| 3     | СК «Нефтчи» СК «Kanokan TT» |

Среди женщин
| Место | Клуб                                            |
| ----- | ----------------------------------------------- |
| 1     | СК «Нефтчи»                                     |
| 2     | СК «Шуша UGİM»                                  |
| 3     | СК «Umbayev Sport Klub» СК «Клуб по дзюдо 2012» |

## Клубный зачёт
Всего в чемпионате медали различной пробы завоевали представители 18 спортивных клубов. Клубный зачёт по медалям в индивидуальных соревнованиях: 
| Место | Клуб                                    |
| ----- | --------------------------------------- |
| 1     | СК «Нефтчи» (14 медалей, 4-5-5)         |
| 2     | СК «Атилла» (10 медалей, 3-2-5)         |
| 3     | «Клуб по дзюдо 2012» (7 медалей, 3-1-3) |